# Atractus obtusirostris
Atractus obtusirostris este o specie de șerpi din genul Atractus, familia Colubridae, descrisă de Werner 1916. Conform Catalogue of Life specia Atractus obtusirostris nu are subspecii cunoscute.